# Магнус Леквен
Магнус Леквен (норв. Magnus Lekven, нар. 13 січня 1988, Порсгрунн, Норвегія) — норвезький футболіст, центральний півзахисник клубу «Одд».
Колишній гравець молодіжної та національної збірних Норвегії.

## Клубна кар'єра
Магнус Леквен починав свою професійну кар'єру у клубі «Одд», де дебютував в основі у віці 17-ти років. У серпні 2012 року Леквен підписав контракт з данським клубом «Есб'єрг». Контракт вступав в дію тільки з 1 січня 2013 року але завдяки домовленості між двома клубами футболіст зміг приєднатися до нового клубу вже за тиждень після підписання.
У Данії Леквен зробив значний внесок в результати команди. У складі «Есб'єрга» Магнус виграв Кубок Данії у 2013 році.
Повернувшись до Норвегії Леквен чотири сезони провів у клубі Тіппеліги «Волеренга». Перед початком сезону 2021 року Леквен приєднався до свого колишнього клубу «Одд».

## Збірна
Магнус Леквен грав у складі юнацьких збірних Норвегії всіх вікових категорій. У січні 2012 року у товариському матчі проти команди Данії Леквен дебютував у національній збірній Норвегії. Загалом у національній команді Леквен провів чотири гри.

## Досягнення
Есб'єрг
 Переможець Кубка Данії: 2012/13